# 瑞亞克洋
瑞亞克洋（Rheic Ocean）是個史前海洋，存在於大約5億到3億年前，北接波羅地大陸與阿瓦隆尼亞大陸，南接岡瓦那大陸（在志留紀時期則南接岡瓦那大陸分裂出來的Hunic陸塊）。
在奧陶紀中期，因為原特提斯洋中洋脊的關係，阿瓦隆尼亞大陸從岡瓦那大陸分裂出來，並逐漸橫越巨神海，瑞亞克洋即從阿瓦隆尼亞大陸與岡瓦那大陸之間形成。在奧陶紀晚期，瑞亞克洋以非常快的速度擴張，相當於今日東太平洋海隆的速度（約每年17公分）。在奧陶紀末期，波羅地大陸與勞倫大陸碰撞、合併，形成歐美大陸，此時的瑞亞克洋已取代巨神海的原有位置，而巨神海則縮小成一個狹窄的海道，介於阿瓦隆尼亞大陸與歐美大陸（勞倫大陸部分）之間。
在泥盆紀時期，岡瓦那大陸開始往歐美大陸移動，瑞亞克洋開始縮小。到了泥盆紀晚期，瑞亞克洋成為岡瓦那大陸與歐美大陸之間的一個狹窄海域。
在早石炭紀（密西西比亞紀），岡瓦那大陸與歐美大陸開始接合，當時的美國東部與非洲連接，使得瑞亞克洋的東部閉合。
在二疊紀，當時的南美洲與美國東部連接，瑞亞克洋消失。這次的碰撞產生了瓦失陶-阿利根尼-華力西造山運動。

## 名稱
位於波羅地大陸與勞倫西亞大陸之間的史前海洋，名為巨神海（Iapetus Ocean），是以希臘神話中，提坦神阿特拉斯的父親伊阿珀托斯為名，因為巨神海位於大西洋（以阿特拉斯為名）的原有位置。而瑞亞克洋則是以伊阿珀托斯的妹妹瑞亞為名。

## 外部連結
- Website of the PALEOMAP Project（页面存档备份，存于）
  - Middle Silurian paleoglobe （页面存档备份，存于） showing the expanding Rheic Ocean
  - Early Carboniferous paleoglobe （页面存档备份，存于） showing the almost disappeared Rheic Ocean